# Исхак-бей Саруханид
Исхак-бей Саруханид (тур.  Ishak Bey ; ум. 1378/79) — правитель бейлика Саруханогуллары, сын Ильяса-бея и внук основателя династии, Сарухана-бея.

## Биография
Исхак был сыном Ильяса-бея и внуком основателя династии, Сарухана-бея. При жизни Ильяса-бея Исхак управлял от имени отца в Менемене. Музафферуддин Исхак-бей наследовал отцу, год смерти которого точно неизвестен. В связи с отсутствием достоверной информации о смерти Ильяса или его отстранении существуют разногласия между историками по поводу того, когда Исхак стал правителем: И. Узунчаршилы полагал, что это случилось примерно после  764 (1362 года), а Е. Захариаду утверждала, что Исхак-бей управлял эмиратом уже в 1357 году.
Возможно, Исхак был участником событий в середине 50-х годов XIV века, связанных с похищением Халила Орханоглу. Согласно источникам, в них принимал участие бей Сарухана, но был это Ильяс или Исхак, не указывалось. В 1346 году дочь Иоанна VI Кантакузина и Ирины Асень, Теодора, была отдана в гарем Орхана, бывшего союзником Ильяса. В  756/ 757 (1355/56) году сын сын Орхана и Теодоры Халил отправился на прогулку. Генуэзские пираты захватили его в плен на побережье Гемлика и отвезли в Фокею. По требованию Орхана византийцы блокировали город с моря. Весной 1357 год Иоанн Палеолог (занявший престол после отречения Иоанна VI Кантакузина в 1354 году) заключил союз с саруханским беем, который окружил город с суши. Часть историков полагает, что к этому времени беем был уже Исхак. Согласно византийским источникам в это же время бей планировал захватить императора, и для этого пригласил его на совместную охоту, однако Иоанну донесли об этих замыслах, и он уклонился от встречи, не подав виду, что осведомлён о коварных планах и цели приглашения. В ответ император сам пригласил Исхака прибыть к себе то ли на судно, то ли на небольшой остров около Старой Фокеи, то ли на праздник, то ли для переговоров. Как только бей прибыл, Иоанн пленил его и заключил под стражу. Жена бея привезла императору большой выкуп и отдала в заложники детей, чтобы освободить мужа. Историки, относившие эту историю не к Исхаку, а к Ильясу, полагали, что он мог быть отстранён от престола из-за этого инцидента или же вскоре скончался.
Во времена правления Исхака бейлик пережил расцвет. Исхак-бей предпочитал проводить умеренную политику в отношении османов, которые постепенно укреплялись во время его правления. Когда Мурад I пригласил Исхака на обрезание своего сына Якуба и свадьбу другого сына, Баязида, с дочерью Сулеймана-шаха Гермияноглу, Исхак не поехал, но отправил посланника с дарами. Исхак старался поддерживать хорошие отношения со всеми анатолийскими правителями. Предположительно, бей Караманидов побывал в Манисе, объезжая беев и уговаривая их вступить в антиосманский союз. В Манису Алаэддин приехал из Кютахьи, от Якуба Гермиянида, при встрече беи обменялись дарами. По словам автора истории Караманидов Шикари, беи Гермияногуллары, Сарухаогуллары, Айдыногуллары и Ментешеогуллары ежегодно приезжали на три дня в столицу Караманогулларов, Ларинду, для подтверждения союза. В 1367 году туркменские бейлики (в том числе и Саруханиды) присоединились к Караманидам в экспедиции против Корикоса. Согласно мамлюкскому историку Аль-Калкашанди в Шаввале  767 (июнь 1366) года анатолийским беям (включая бея Саруханогуллары) мамлюкский султан отправил письма, приглашая принять участие в этой кампании. Нет данных, кто командовал войском Сарухана в походе на Корикос, вероятно, Исхак бей сам участвовал и послал одного из своих сыновей.
Исхак-бей был темно связан с орденом мевлеви, он использовал титул Челеби.
Сообщений о смерти Исхака в хрониках нет, дата на захоронении отсутствует. Ранее предполагалось, что Исхак-челеби умер в  790 (1388 году), и ему наследовал его сын Хызыр-шах. Последние сведения об Исхаке относятся к  780 году, в этом году Исхак построил медресе. К этому же году относится монета, отчеканенная в Манисе на десять лет раньше, в  780 (1378/79) году, с именем Орхана б. Исхака. Исходя из этого можно точно датировать смерть Исхака-бея  780 годом и сделать вывод, что наследовал ему его сын Орхан.

## Семья
У Исхака было три сына: Орхан, Хызыр-Шах и Сарухан. Имена их матерей неизвестны. Жену Исхака звали Гюльгюн Хатун. От Гюльгюн Хатун у Исхака было шесть дочерей. Она построила мечеть Дере Масджид и хаммам при мечети. В мавзолее при мечети захоронены Гюльгюн Хатун с дочерьми, поэтому он также известен как Захоронение Семи Девушек.

## Строительство

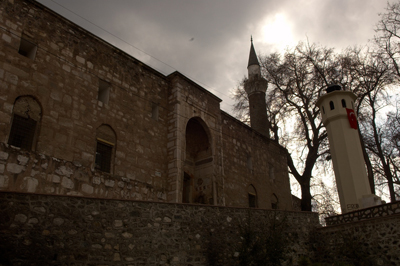
Улуджами

При Исхаке развернулось бурное строительство. Его основой послужил экономическим подъём, базировавшийся на пиратских набегах и торговле с латинянами. Установлено, что в этот период Маниса была центром работорговли.
Исхак построил у подножия горы Сипилус комплекс Улуджами (Большой мечети). В комплекс входят мечеть, медресе, гробницы, два фонтана и хаммам. Ранее всего была возведена мечеть — в  768 (1366) году, затем в  780 (1378-79) было построено медресе. По своим особенностям комплекс является интересным переходным примером от анатолийской к турецкой архитектуре.
В  770 (1368-69) году Исхак построил Мевлевихане (дервишский монастырь), известное ныне как Старое Мевлевихане Манисы. Здание является старейшей резиденцией ордена Мевлеви, сохранившей оригинальные черты. Мевлевихане функционировал и в османский период, когда город был местом проживания наследника султана.